# Hermandad del Ecce Homo (Ciudad Real)

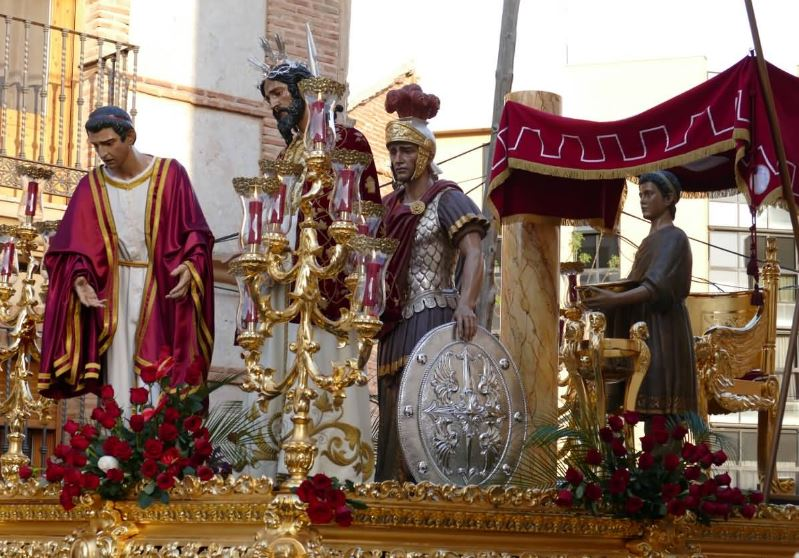
Misterio en las calles de Ciudad real (2017)

La Hermandad del Ecce Homo, popularmente conocida como "Pilatos", procesiona el Jueves Santo tarde por las calles de Ciudad Real.

## Historia
Que tengamos constancia, su fundación data del siglo XVIII. Ya en 1727 aparece en decimosexto lugar en el Acta de Graduación de Cofradías establecida por el licenciado Juan Francisco Alonso Ximenez, vicario visitador general de Ciudad Real y Campo de Calatrava sobre el orden que debían seguir las hermandades en las precedencias, procesiones y otras funciones eclesiásticas. En 1731 la hermandad reguló y presentó nuevas ordenanzas en el Arzobispado de Toledo para su aprobación. En 1846 se reorganiza según acta de 8 de febrero de ese año. A principios del siglo XX se reorganiza de nuevo y en 1913 el entonces hermano mayor, el médico José Martín Serrano, regaló la capa de terciopelo bordado en oro que aún luce la imagen de Jesús. Está adscrita a la Parroquia de Santiago. 
El primer paso (1911) era obra del escultor Zapater, que fue destruido en el 1936 durante la guerra civil. En el año 1941 la Comisión Pro-Semana Santa, sin intervención de la hermandad, trajo un paso de escasa valía artística ejecutado por las Escuelas Salesianas de Barcelona, que pronto se sustituyó por el actual, encargado en 1942 al escultor Antonio Illanes Rodríguez, que talló las imágenes de Cristo, Pilatos y el soldado romano. 
Desfiló por primera vez en 1944. Posteriormente se encargó a Antonio Castillo Lastrucci, la imagen del escriba, el niño portando la palangana, el trono tallado (dorado el año 1954), y los magníficos respiraderos, canastilla de tipo barroca y candelabros que desde el 2000 llevan las velas rojas y no blancas como hasta entonces. En el 2000 se restauró la imagen de Cristo por el sevillano Manuel Carmona y a partir de entonces está al culto todo el año en la iglesia de Santiago. El conjunto representa el momento de la presentación de Jesús al pueblo por Poncio Pilatos (en el paso actual, se prescinde de la antigua costumbre del balcón). La altura del paso es de 5 metros y con un peso aproximado de 1.100 kilos es llevado a dos hombros mediante dos varales interiores por treinta y dos hombres.
Siempre ha sido portado a hombros, aunque en la década de los 60 lo portaban asalariados. Desde 1970 la cuadrilla de costaleros se formó por estudiantes. Fue la semilla para que a partir de entonces, el resto de las hermandades fuesen cambiando la manera de llevar los pasos de ruedas para ser portados por hermanos costaleros. En el Camarín de la Virgen del Prado, desde 1987, los costaleros realizan una maniobra sin recibir instrucciones del capataz, que ofrecen a nuestra patrona. 
En 1913 se alumbró por primera vez con luz de acetileno, mediante artísticos faroles, que en la actualidad son eléctricos.
Posee un estandarte, que es un tapiz que representa la escena en la que Pilatos exhibe a Jesús y Barrabás para que el pueblo elija la libertad de uno de ellos, observados por los sumos sacerdotes y Claudia, mujer de Pilatos, realizado por Juan Bermúdez, profesor de la Escuela de Artes y Oficios de Cádiz que luce desde 1959 en su desfile procesional. También posee la hermandad dos gallardetes diseñados por Felipe García Coronado y confeccionados por las Monjas Concepcionistas en 1935. Además tiene otros dos estandartes uno sobre terciopelo granate con el rostro del Cristo pintado por el murciano Jesús Cerro Casado y estrenado en 1992 y otro del mismo autor de 1993. Por último la hermandad cuenta con dos bocinas. En 2003 se restauró la imagen del soldado romano por el sevillano Manuel Carmona Martínez y se restauraron los respiraderos laterales por los doradores sevillanos Manolo y Antonio SL. Al año siguiente se restauró la imagen del niño con la palangana por el sevillano Manuel Carmona Martínez y el respiradero trasero, los cuatro candelabros, el sillón y el pebetero también por los doradores sevillanos Manolo y Antonio SL. En 2006 se terminó el dorado de la canastilla por los talleres sevillanos de Manolo y Antonio Doradores S.L. y se cambiaron los faldones para el paso, por unos en terciopelo granate, con forro de tela de damasco y con el escudo de la hermandad bordado en oro en el delantero por los talleres de bordado San Eloy de Córdoba.
En 2008 la hermandad incorpora en su salida procesional la imagen de un Niño Jesús, obra anónima de finales del siglo XIX o principios del XX portado por el tradicional sistema de porteo de la hermandad por niños menores a los 18 años.
En 2009 el Stmo. Cristo del Ecce Homo estrena una nueva túnica blanca de terciopelo bordada en oro que actualmente procesiona. En 2010 se crea el Grupo Joven de la hermandad.

## Imágenes

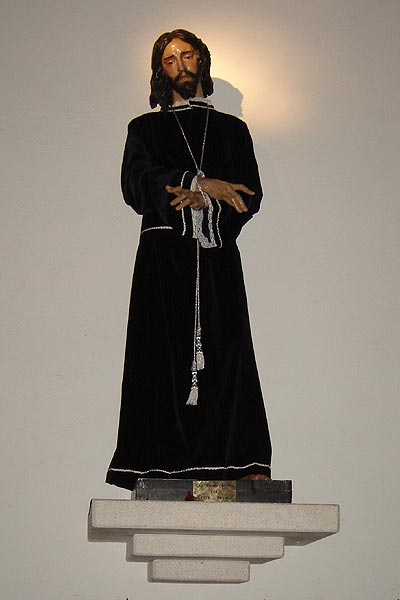
Ecce Homo

El Santísimo Ecce Homo es una escultura de madera policromada, de tamaño natural. De las conocidas de pijama, se ideó para ser vestida, como así procesiona. Es obra del escultor sevillano Antonio Illanes, realizada en 1944. De ese mismo año y autor son las imágenes de Pilatos y el soldado romano que es de talla completa. Se ideó el Misterio como el antiguo, con una barandilla, donde se apoyaba el gobernador romano.
En 1949 se completó el Misterio con las imágenes del sanedrita y el niño de la palangana, cuyo autor fur Antonio Castillo Lastrucci. Así mismo, de su taller, salió el paso procesional que cada Jueves Santo podemos contemplar y que fue restaurado hace pocos años.

## Anagrama de la Hermandad

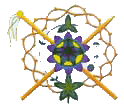
Anagrama de la Hermandad

El anagrama de esta Hermandad, es posiblemente el más antiguo de Ciudad Real. Consta de una flor de pasión Passiflora, que representa la Pasión de Cristo, pues cuando los primeros misioneros llegados a América la vieron, observaron en ella los elementos de la Pasión. Tras ella se encuentran cruzados una lanza y un flagelo. Todo ello se cierra con la corona de espinas. Es un anagrama simbólico muy interesante, desde el punto de vista iconográfico.

## Túnica
Paño de color crema, con greca en el bajo y las mangas de raso rojo color eminencia. Capelina, cinturón, escapulario y capillo, todo en raso rojo eminencia, el capillo y la capelina llevan bordada la flor de pasión. Desde 1.961, portan los nazarenos un farol labrado y cromado con cristal tallado.

## Procesión del Jueves Santo
Salida del Guardapasos (19:00), c/Quevedo, c/Lirio, c/Calatrava, c/Norte, Plaza de Santiago (19:55), c/Angel, c/Jacinto (19:58), c/Altagracia (20:04), c/Estrella (20:13), c/Toledo (20:27), c/Rosa (20:45), c/Caballeros (21:00), Plaza del Carmen, c/Azucena, Paseo del Prado (21:31), c/Mercado Viejo (21:57), Plaza Mayor (22:00), c/Cuchillería (22:07), c/Lanza (22:24), c/Cardenal Monescillo (22:38),  c/Huertos (22:48), c/Quevedo, Entrada (23:35)